# Hålldammsknattarnas naturreservat
Hålldammsknattarna är ett naturreservat i Halmstads kommun i Halland.
Området är 40 hektar stort och skyddat sedan 2015. Det är beläget några km norr om Kvibille och Susegården. Hålldammsknattarna består av kuperad terräng med ädellövskog och barrskog.

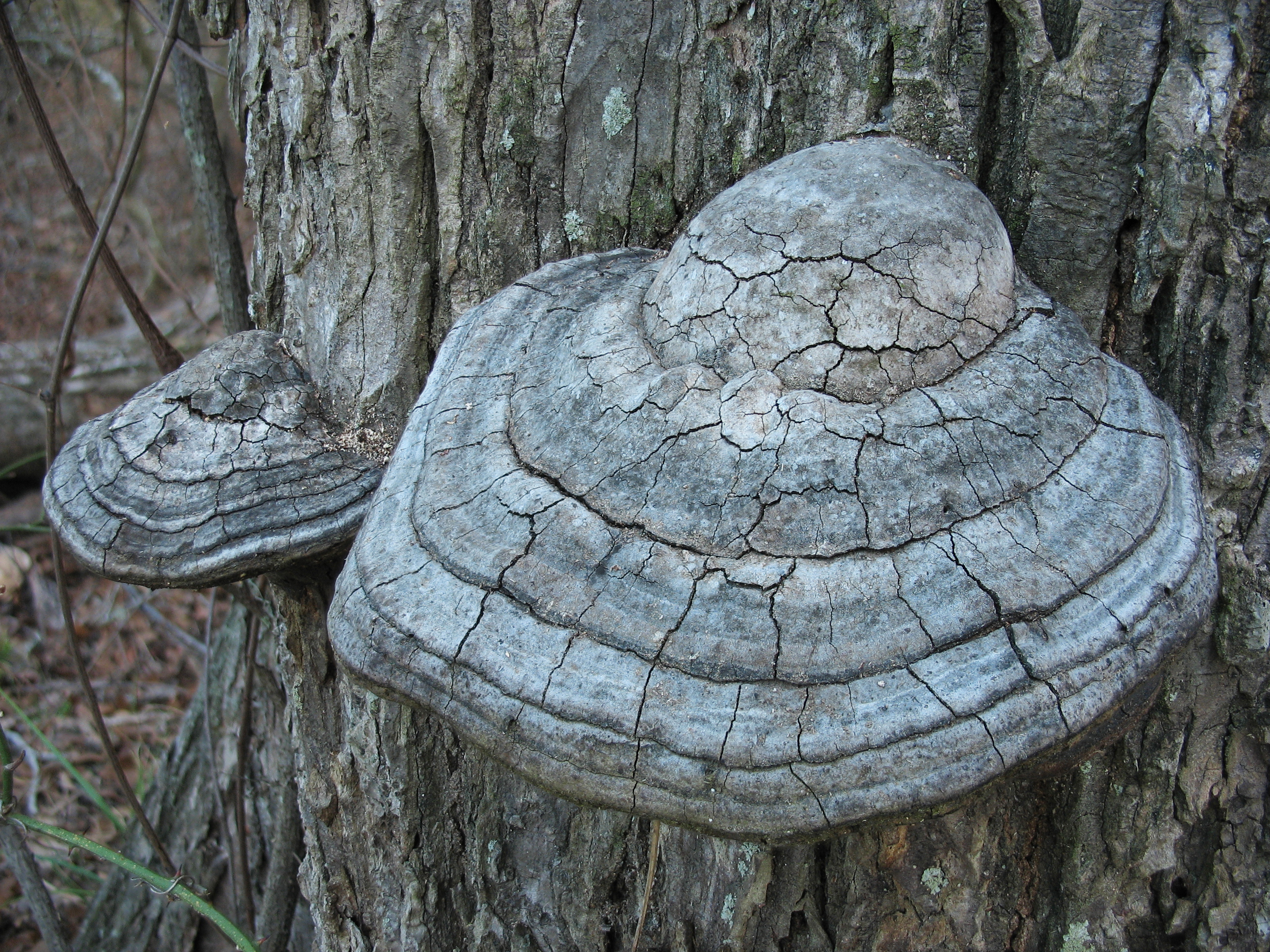
Fnöskticka

I rasbranter växer bok, ek och tall. I vissa delar finns sumpskogar med tall, björk, gran och klibbal. Det finns även en del mossar och kärr. I området med hög luftfuktighet finns gott om värdefulla lavar och mossor. I väster gränsar området till Hålldammssjön.
Området utgör en mindre kvarvarande del från ett tidigare större och sammanhängande bokskogskomplex på Fröllinges utmarker. Död ved förekommer som högstubbar och lågor. På äldre stammar finns grova fnösktickor, vilka utgör larvsubstrat för bland annat jättesvampmal. I områdena finns rikligt med gamla bokar, de äldsta bokarna på Hålldammsberget är över 200 år. Flera ekar visar tecken på hög ålder. Vid Hålldammssjön och Västra Svalemossen har man funnit örtlav, liten ädellav, kortskaftad parasitspik, savlundlav, stiftklotterlav, ädelkronlav, violettgrå porlav, röd pysslinglav och gul pysslinglav.  